# Верра
Ве́рра (нем. Werra) — река в Германии. Правая составляющая Везера, который образует, сливаясь с Фульдой. Протекает по федеральным землям Тюрингия, Нижняя Саксония и Гессен в центральной части страны.

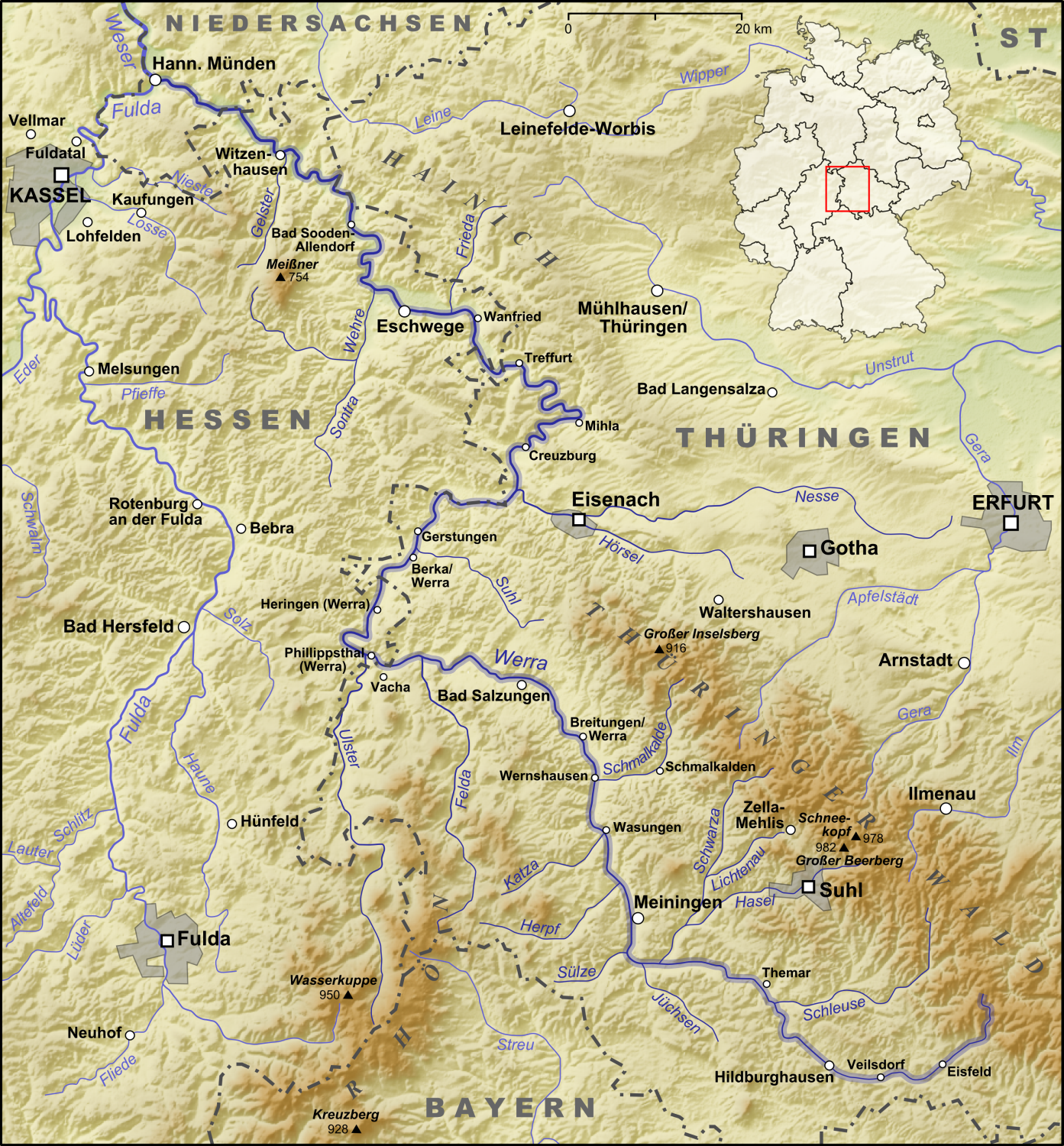

Длина реки — 299,6 км, площадь водосборного бассейна — 5497 км². Река судоходна на протяжении 88 км от устья.
Высота истока — 797 м над уровнем моря. Высота устья — 116,5 м над уровнем моря.
Долина реки образует естественную границу между горами Рён и Тюрингенским лесом.
В честь реки назван астероид (1302) Верра, открытый 28 сентября 1924 года  немецким астрономом Карлом Райнмутом в  Гейдельбергской обсерватории.